# Thladiantheae
Thladiantheae — триба рослин родини гарбузових, яка включає 28 видів з Південної, Південно-Східної та Східної Азії.

## Склад триби
- Baijiania[1]
  - Baijiania borneensis — о. Борнео
- Thladiantha
  - Рід містить 27 видів з Південної, Південно-Східної та Східної Азії[2]